# Harold Jeghers
Harold Joseph Jeghers (* 26. September 1904 in Jersey City; † 21. September 1990) war ein US-amerikanischer Internist. Er identifizierte das später nach ihm und Jan Peutz benannte Peutz-Jeghers-Syndrom, eine autosomal-dominant vererbte Polypose mit Hyperpigmentierung der Lippen- und Mundschleimhaut.

## Leben
Jeghers erwarb 1928 einen Bachelor-Abschluss in Biology des Rensselaer Polytechnic Institute und 1932 einen Abschluss in Medizin der Medical School der Western Reserve University in Cleveland. Ab 1933 war er in verschiedenen Krankenhäusern in Boston tätig, ab 1935 nahm er zudem Lehrtätigkeiten an der Medical School der Boston University. Jeghers wechselte 1946 als Professor und Klinikdirektor an die Georgetown University in Washington, D.C. und 1956 an das Seton Hall College of Medicine and Dentistry (später The New Jersey College of Medicine and Dentistry), wo er 1966 emeritiert wurde. Anschließend war er bis 1974 als Professor an der Tufts University und bis 1978 als ärztlicher Leiter des St. Vincent Hospitals in Worchester tätig. Während seiner Karriere hatte er daneben weitere Lehraufträge, akademische Ämter und Leitungspositionen in verschiedenen Krankenhäusern inne.
Jeghers war mit Isabel Jean Wile verheiratet und Vater von vier Kindern.

## Wirken
Die erste Beschreibung der später als Peutz-Jeghers-Syndrom bezeichneten Polypose mit Hyperpigmentierung der Lippen- und Mundschleimhaut veröffentlichte Jan Peutz 1921. In einer Übersichtsarbeit beschrieb Harold Jeghers 1949 zusammen mit Victor McKusick und Kermit Katz zehn weitere Fälle in verschiedenen Familien und postulierte einen autosomal-dominanten Erbgang. Die Bezeichnung „Peutz-Jeghers-Syndrom“ wurde 1954 von Bruwer eingeführt.
In den 1930er Jahren begann Harold Jeghers mit dem Aufbau einer Bibliografie medizinischer Veröffentlichungen, die über eine Million Einträge erhält. Nach Jeghers Tod wurden die Bestände des Jeghers Medical Index (JMI) teilweise digitalisiert. Die Sammlung wird im St. Elizabeth Health Center in Youngstown, Ohio, aufbewahrt.

## Schriften (Auswahl)
- H. Jeghers, V. A. McKusick, K. H. Katz: Generalized intestinal polyposis and melanin spots of the oral mucosa, lips and digits; a syndrome of diagnostic significance. In: The New England Journal of Medicine. Band 241, Nummer 26, Dezember 1949, S. 1031–1036, ISSN 0028-4793. doi:10.1056/NEJM194912292412601. PMID 15398245. (Volltext; PDF; 1,6 MB)